# Делогу, Гаэтано
Гаэтано Делогу (итал. Gaetano Delogu; род. 14 апреля 1934, Мессина) — итальянский дирижёр.
С детских лет играл на скрипке. Изучал право, в 1958 году окончил Катанийский университет. Затем решил посвятить себя музыке и получил дирижёрское образование под руководством Франко Феррары. В 1968 г. выиграл в Нью-Йорке Международный конкурс дирижёров имени Димитриса Митропулоса.
В 1975—1978 гг. дирижёр оперного театра Палермо. В 1979—1986 гг. возглавлял Денверский симфонический оркестр, инициировал создание при нём Денверского симфонического хора, записал с оркестром Реквием Джузеппе Верди. В 1995—1998 гг. возглавлял Пражский симфонический оркестр.
Осуществил ряд записей с чешскими оркестрами. Под управлением Делогу в исполнении Филармонического оркестра Нидерландского радио в 1986 году впервые прозвучала Десятая симфония Густава Малера, завершённая Ремо Маззетти-младшим (род. 1957).